# Kühlungsborn

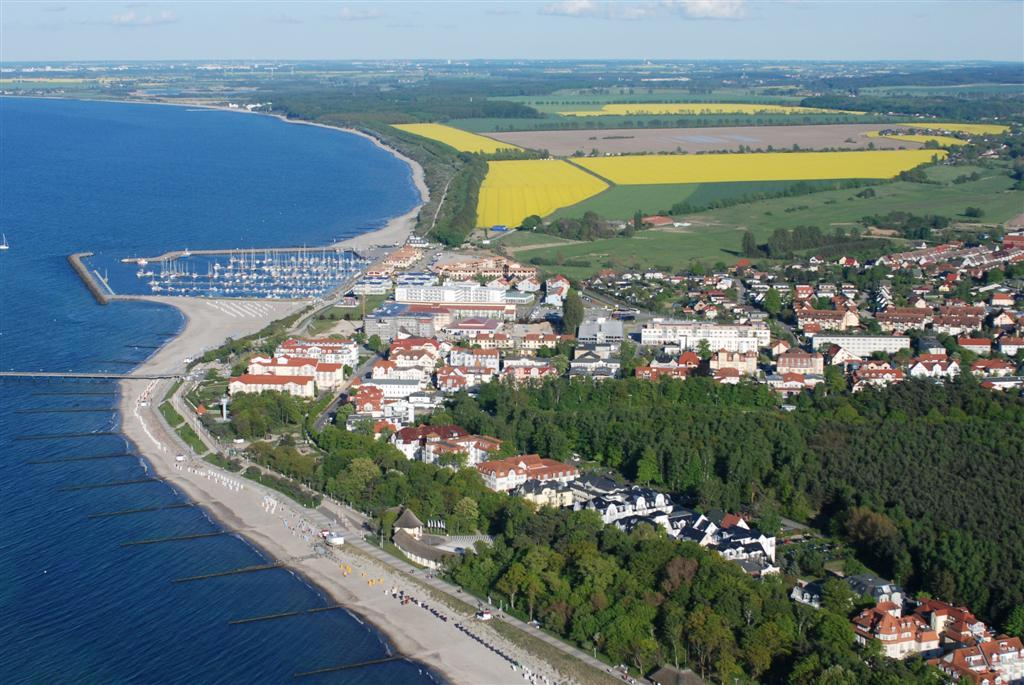
Luftbild von Kühlungsborn-Ost und einem Teilabschnitt der Strandpromenade zwischen Kühlungsborn-Ost und West (2013)

Kühlungsborn (amtlich mit Namenszusätzen Stadt Ostseebad Kühlungsborn) ist eine amtsfreie Stadt im Landkreis Rostock in Mecklenburg-Vorpommern. Am 1. April 1938 schlossen sich die Gemeinden Brunshaupten-Fulgen und Arendsee  zur Gemeinde Brunshaupten-Arendsee zusammen. Der neu gegründeten Gemeinde wurden am 1. April 1938 die Stadtrechte und der Ortsname Ostseebad Kühlungsborn verliehen. Am 15. Februar 1996 erhielt die Stadt vom Land Mecklenburg-Vorpommern das Prädikat „Seebad“.

## Geographische Lage
Das Seebad ist der größte Bade- und Erholungsort Mecklenburgs. Es liegt an der Ostseeküste direkt an der Mecklenburger Bucht, etwa 25 km westlich von Rostock. Auf ihre Umgebung bezogen ist die Stadt Ostseebad Kühlungsborn ein Grundzentrum.
Südlich von Kühlungsborn erhebt sich der Höhenzug der Kühlung – eine Endmoräne, welche die letzte Kaltzeit vor gut 15.000 Jahren in Mecklenburg zurückgelassen hat. Vom weithin sichtbaren Leuchtturm Buk auf dem Signalberg im Nachbarort Bastorf ist bei klarer Sicht der Blick auf Ostsee und Ostseeküste möglich.
Mit 3150 m Länge verfügt Kühlungsborn über eine der längsten Strandpromenaden Deutschlands; sie endet am westlichen Stadtrand in Kühlungsborn-West, dem früheren Arendsee, am Baltic-Platz. Der breite Sandstrand des Seebades erstreckt sich über rund sechs Kilometer entlang der Ostseeküste und liegt vor einer mit Strandhafer befestigten Küstendüne und der Promenade. Zwischen Strand und bebautem Stadtgebiet liegt ein Waldstreifen, der Kühlungsborn vor Wind und Wetter, aber auch vor dem von der Küste anwehenden Sand schützt. Die Bäume und Sträucher des Waldstreifens gehören zum rund 1500 Hektar großen Kühlungsborner Stadtwald, den die Stadt ringförmig umschließt.

## Geschichte

### Von 1177 bis 1850
Die Geschichte der einstigen Dörfer Arendsee und Brunshaupten sowie des zuletzt zu Brunshaupten gehörenden Gutes Fulgen, aus denen 1937 zunächst die Gemeinde Ostseebad Arendsee-Brunshaupten und ein Jahr später die Stadt Ostseebad  Kühlungsborn  gebildet wurde, führt fast 800 Jahre zurück. 1177 wurden in einer Urkunde „Bruno von Cubanze“ und „zwei Dörfer Brunos“ erwähnt. 1219 wurde der Name „Brunshövede“ (= Hof oder Hafen des Brunos) in einer Stiftungsurkunde des Nonnenklosters Sonnenkamp erstmals urkundlich erwähnt.  Darin wird beurkundet, dass das Dorf  Brunshaupten  ein Geschenk des damaligen Landesfürsten an das  Nonnenkloster Sonnenkamp ist, das seinen Sitz zunächst nahe Kröpelin in Parchow  – heute ein Ortsteil der Gemeinde  Biendorf im Landkreis Rostock – und später in Neukloster hatte.
Fulgen wurde erstmals während des Dreißigjährigen Krieges (1618–1648) urkundlich  erwähnt.  Von den Kriegshandlungen waren sowohl die Dörfer. Arendsee als auch Brunshaupten aber besonders das damalige Dorf Fulgen  betroffen.
Brunshaupten war ein Reihendorf das ungefähr dem Verlauf des Cubanze-Baches folgte. Der älteste Teil von Arendsee ist dort zu finden, wo die Landstraße nach Rerik in scharfem Knick  Kühlungsborn verlässt. Fulgen, das vor dem Dreißigjährigen Krieg noch ein großes Dorf war, lag östlich von Brunshaupten. Die Bewohner der drei Dörfer lebten sowohl von Fischfang  als auch von Landwirtschaft.  Als  Erbpächter bewirtschafteten sie ihr Pachtland als  Bündner oder  Häusler.

### Anfänge des Tourismus ab 1857

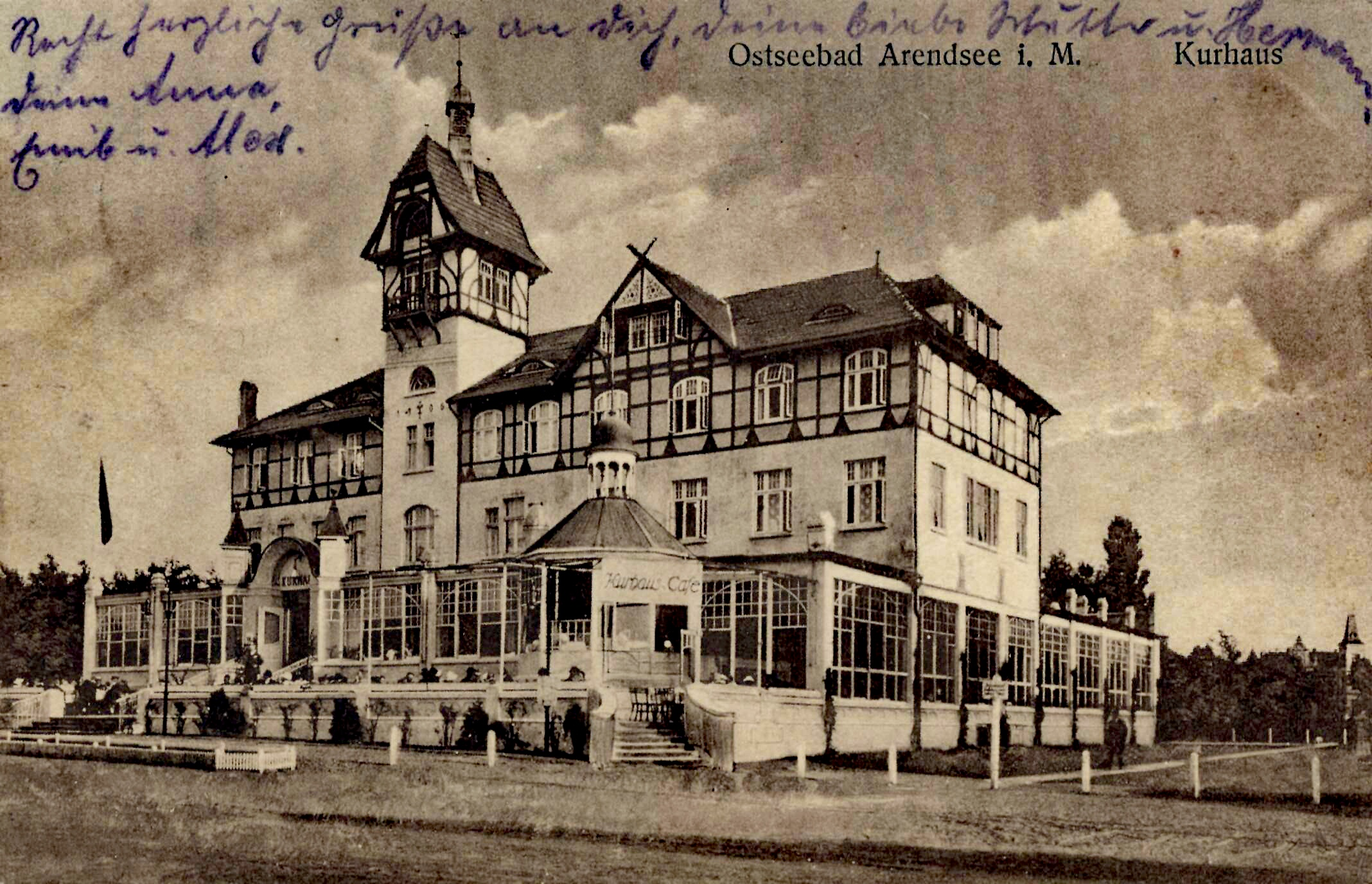
Altes Kurhaus von Arendsee (1994 abgerissen, später in gleicher Kubatur wiederaufgebaut)

Plan der drei Ursprungsorte Arendsee, Seebad Brunshaupten und Gutsbezirk Fulgen um 1908

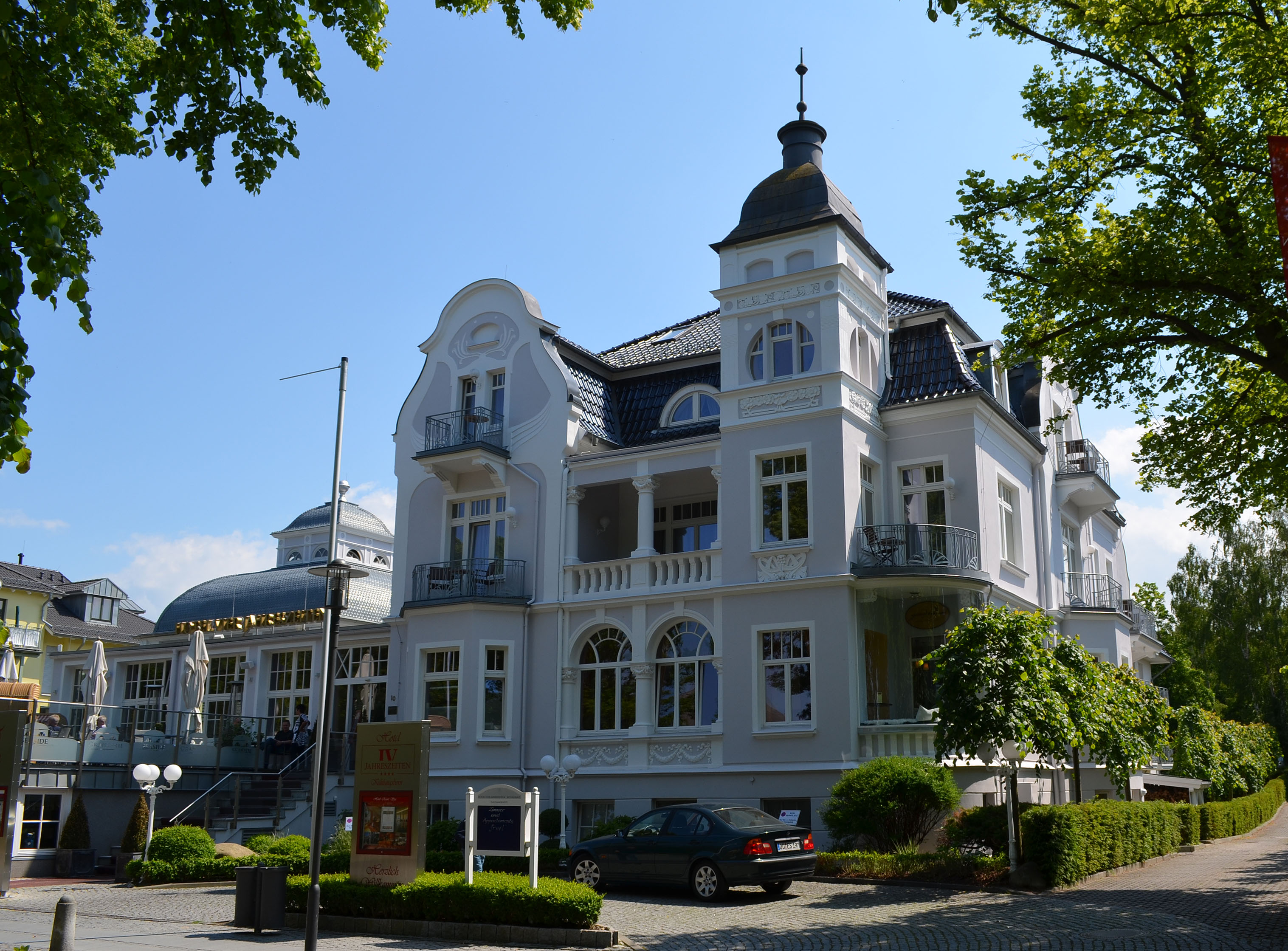
Denkmalgeschützte Bäderarchitektur, hier die ehemalige Meeresburg

1857 ließ der Erbpächter E. Wittholz von Fulgen ein zweistöckiges Logierhaus erbauen und einen Badeprospekt drucken, in dem er sich zur Aufnahme von Badegästen empfahl, und für eine Person pro Woche für Aufwartung, Beköstigung, Logis und Bäder 7 bis 9 Reichstaler je nach Zimmerwunsch berechnete. Das Ostseesturmhochwasser am 12./13. November 1872 richtete auf dem Hof Fulgen erheblichen Schaden an. Da alle Wiesen und Weideflächen und sogar die Stallungen unter Wasser standen, wurde das Vieh kurzerhand für einige Tage im komfortablen Logierhaus untergebracht. 1881 kamen Badegäste auch nach Brunshaupten und drei Jahre später nach Arendsee, wo 1882 eine Seenotrettungsstation eingerichtet wurde. 1887 zählte man in Brunshaupten rund 600 Einwohner und 300 Gäste. Von Kröpelin aus wurde 1895 mit dem Bau einer Chaussee nach Brunshaupten begonnen. Ab dann fuhr zweimal täglich ein Postomnibus nach Arendsee und Brunshaupten. Für diese Tour wurde mit Privatfahrzeugen etwa eine Stunde benötigt. Man konnte auch mit einem Zweispänner von und nach Kröpelin ohne Unterbrechung und Aufenthalt für 6 Mark die einfache Fahrt nach Brunshaupten und Arendsee gelangen. Ein Badeverein beschloss 1899 den Bau einer Warmbadeanstalt. Zu dieser Zeit waren auch schon einige Logierhäuser wie das „Ostseehotel“ oder die „Strandperle“ bezugsfertig. Erstmals wurde ein Promenadensteg von 120 Metern Länge in die Ostsee hinein errichtet.
Mit dem Bau des Promenadenwegs, der parallel zum Strand verlief, wurde 1900 begonnen. Am 1. Juni 1901 wurde für die Feriengäste, die sich erstmals auch zu der Zeit der Osterferien einstellten, das Warmbad eröffnet. Der Verbindungsweg zwischen Arendsee und Brunshaupten, die heutige Ostseeallee, wurde 1904 zur Bebauung freigegeben. Es entstanden prachtvolle Villen in der für die Region typischen Bäderarchitektur. Zu Beginn des 20. Jahrhunderts wurden Hotels und Pensionen in der dem Sandstrand nachgelagerten Küstendüne gebaut. Am 4. August 1906 wurden Petroleumlampen als Straßenbeleuchtung eingeführt, da Gas oder elektrische Anlagen bei der großen Ausdehnung von Brunshaupten und Arendsee zu teuer gewesen wären. 1908 bis 1912 entstand die zentrale Wasserversorgungsanlage. 1909 wurde beschlossen, ein Gaswerk zu bauen. Ab 1910 fuhr die Bäderbahn Molli von Bad Doberan über Heiligendamm und Brunshaupten bis nach Arendsee. 1911 erhielten die beiden Orte elektrischen Strom.
Trotz gemeinsamer Interessen arbeiteten die Gemeinden Brunshaupten (mit Fulgen) und Arendsee getrennt, oft sogar in scharfer Konkurrenz gegeneinander. Viele Einrichtungen gab und gibt es deshalb zweifach (z. B. die Konzertgärten Ost und West, zwei Seebrücken). Die Anzahl der Gäste stieg in den Friedensperioden stark an (1913: 28.000 Gäste bei 2600 Einwohnern, 1933–1935: 30.000–45.000 Badegäste jährlich, 1970–1981: 130.000–160.000 Badegäste jährlich).
1926 erhielt Arendsee die Bezeichnung „Ostseebad“; Brunshaupten folgte 1930.

### Stadtgründung 1938 und Zweiter Weltkrieg

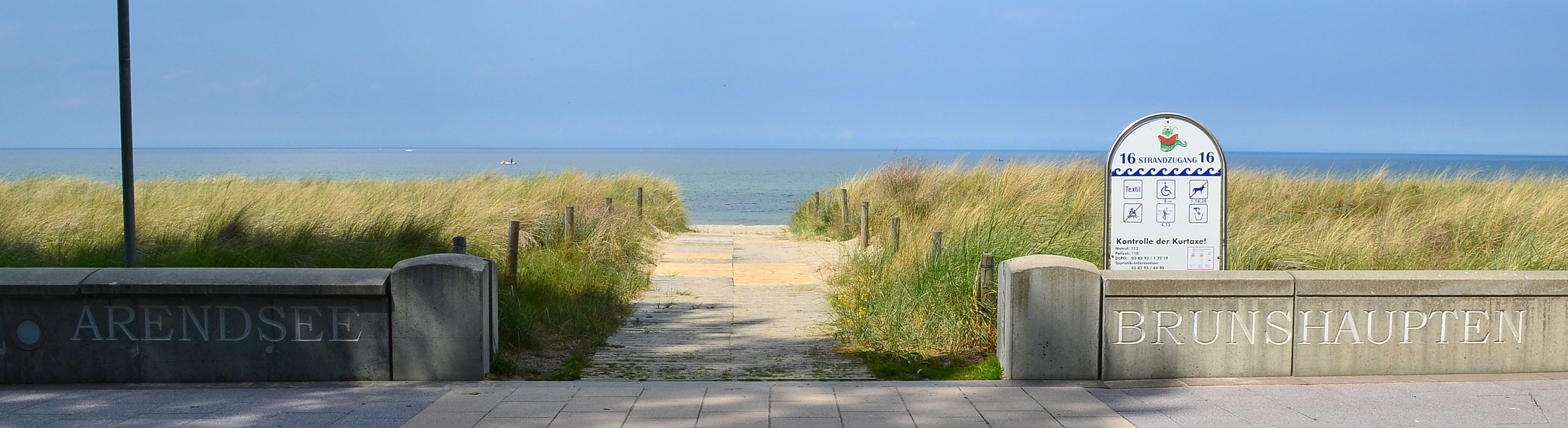
Ehemalige Grenze zwischen Brunshaupten und Arendsee

1938 wurden die Gemeinden Arendsee und Brunshaupten mit dem zugehörigen Gut Fulgen zur Gemeinde Brunshaupten-Arendsee zusammengeschlossen.
Am 1. April 1938 erhielt die neu gegründete Gemeinde die Stadtrechte und den Ortsnamen Ostseebad Kühlungsborn. Der Name Kühlungsborn ist ein Kunstwort, das aus den Begriffen Kühlung (Name des Höhenzuges südlich des Ortes) und Born (Quelle, Brunnen) abgeleitet und zeitgenössisch als „ein Born der Gesundheit und neuer Kraft“ interpretiert wurde.
Im Zweiten Weltkrieg nahm Kühlungsborn zahlreiche Luftkriegsevakuierte auf, Frauen und Kinder, nicht nur aus dem schwer bombardierten Rostock, sondern auch aus Berlin und anderen deutschen Gebieten. Seit 1944/45 wurde Kühlungsborn dann für viele Kriegsflüchtlinge aus den früheren deutschen Ostgebieten zum zeitweiligen oder endgültigen neuen Wohnplatz.
Im Haus von Kirchenrat i. R. Karl Timm überlebte 1945 versteckt die Berliner Jüdin Rosemarie Dessauer bis zum Kriegsende nach einer Odyssee durch verschiedene Pfarrhäuser in Mecklenburg.

### Neubeginn nach 1945
Die Sicherung von Wohnraum, die Versorgung mit Lebensmitteln und Brennstoffen, sowie der wirtschaftliche Neubeginn aus den Hinterlassenschaften des Krieges mit über Tausend Flüchtlingen im Ort war eine schwierige Phase. Die Überreste der Landwirtschaft, Fischerei und Handwerkstätigkeit reichten nicht aus, einen sicheren Neubeginn zu schaffen. Die beiden Schulen am Ort, traditionell in Kühlungsborn-Ost und -West, nahmen am 1. September 1945 den unterbrochenen Schulbetrieb wieder auf. Die ersten Pensionen, die in den letzten Kriegsjahren zum Teil als Lazarett oder zu Schulungszwecken gedient hatten, nahmen langsam den gastronomischen Betrieb wieder auf.

#### Entwicklung des Tourismus

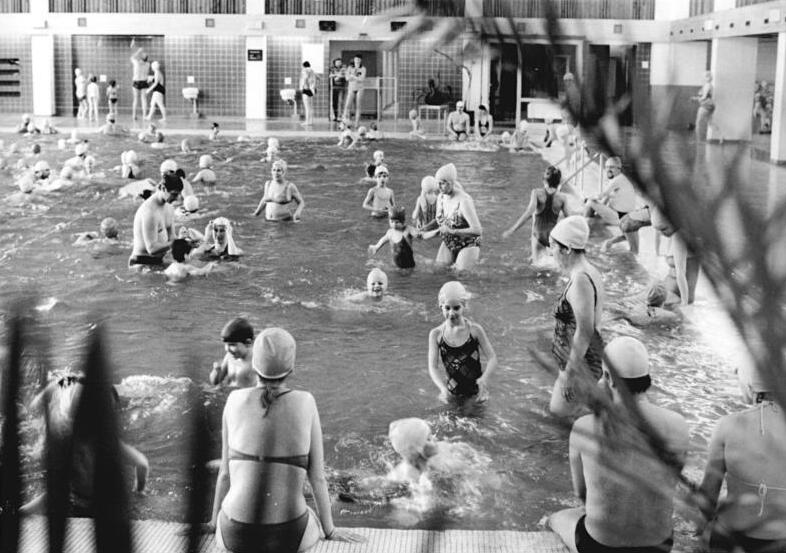
Innenansicht der Meerwasserschwimmhalle (1989)

Insgesamt 40 Hotels und Pensionen wurde 1953 während der „Aktion Rose“ teilweise willkürlich enteignet, verstaatlicht und mehrere davon in Ferienheime des staatlichen Freien Deutschen Gewerkschaftsbundes umgewandelt Gebäude, in denen Umsiedler wohnten oder Kinderbetreuung erfolgte, erhielt die Stadt in Treuhand. In Kühlungsborn wurden 50 Einrichtungen verstaatlicht. Falls die Besitzer Widerstand leisteten, wurden sie teilweise in Schauprozessen verurteilt. Viele mussten in die Bundesrepublik Deutschland fliehen. Nach dem 17. Juni 1953 bemühten sich Verantwortliche in kommunalen Positionen durch Einsetzen einer sogenannten „Härtekommission“ ungerechtfertigte Urteile und verhängte Maßnahmen zu korrigieren. Bis zum 3. September 1953 überprüften sie 330 Strafverfahren und beschlossen in 129 Sachverhalten die eingezogene Immobilie oder den Nutzungsbetrieb den Betroffenen zurückzugeben.
Die nunmehr staatlichen Ferieneinrichtungen wurden bis 1989 hauptsächlich für Ferien- und Kuraufenthalte der DDR-Bürger nach strengen Platzvergaberichtlinien und Vergabe von sogenannten FDGB-Ferienschecks genutzt. Individualtourismus war, wie in den meisten Ostseebädern in der DDR bis 1989, nicht oder nur sehr eingeschränkt möglich (durch Nutzung von Privatwohnungen oder Camping). Die Kosten bei Nutzung des FDGB-Ferienschecks waren sehr gering (60–100 Mark der DDR für 14 Tage Vollpension am Meer). Durch die einheitliche Ferienzeit (Juli/August) in der DDR waren Kühlungsborn und insbesondere alle Handelseinrichtungen in dieser Zeit regelmäßig von Urlaubern überflutet. Es kam häufig zu Versorgungsengpässen in den Handelseinrichtungen. In den sogenannten „Ostseewochen“ (meistens die erste Juliwoche), die rund drei Jahrzehnte lang jährlich als Festwochen durchgeführt wurden, versuchte die DDR-Führung sich international Anerkennung zu verschaffen. Es gab ein besseres Warenangebot und zahlreiche hochkarätige Kulturveranstaltungen. Die Teilnehmer aus den Ostseeanliegerstaaten und Norwegens wurden in extra hierfür freigehaltenen Ferienheimen untergebracht.
Der Bädertourismus entwickelte sich in mehreren Sparten. An der Spitze stand der Feriendienst der Gewerkschaften, im Ostseebereich in die drei Außenstellen wie Binz, Heringsdorf und Kühlungsborn gegliedert. Dazu kam die Sparte der Reisebüros der DDR, Hoteleinrichtungen politischer und staatlicher Organisationen sowie Betriebsferienhäuser. Die Außenstelle des FDGB in Kühlungsborn umfasste den Verwaltungsbereich der Erholungsheime und weitere Dienstleistungspartner. Ab Anfang der 1960er Jahre wurden 37 Ferienheime bewirtschaftet. Zusammen mit den privaten Vermietern standen etwa 5000 Betten zur Verfügung. 1964 wurde Fritz Uhlig (1925–2019) als Objektleiter des Feriendienstes in Kühlungsborn eingesetzt. Seine Aufgabe bestand um Um- und Aufbau des gewerkschaftlichen Tourismus als Gesamtunternehmen unter Berücksichtigung moderner ökonomischer Bedingungen. Diese Aufgabe wurde durch den zum Teil noch desolaten Zustand der Gebäude und die mangelnde Qualifikation der etwa 450 Mitarbeiter erschwert. Dem Ferienobjekt Kühlungsborn wurde vom Kreisbauamt in Bad Doberan pro Jahr die Instandsetzung eines Gebäudes bewilligt. Uhlig fand eine Teillösung am Rande der Legalität, der Feriendienst vergab sogenannte Außenbetten an volkseigene mittelständische Betriebe für eine Saison. Diese Betriebe stellten dann als Gegenleistung außerhalb der Hauptreisezeit unentgeltlich Arbeit und Material zur Verfügung. Auf diese Weise wurden Zentralheizungen eingebaut, Inneneinrichtungen erneuert und Fassaden gestrichen. Außerdem restaurierten sogenannte Feierabendbrigaden, außerhalb der Saison, ganze Häuser. In den Jahren 1963 und 1964 wurden insgesamt neun Häuser generalüberholt. Ein weiterer Schwerpunkt war die Qualifikation der Mitarbeiter, denn von den 450 fest angestellten Mitarbeitern und 150 Saisonkräften verfügten anfangs nur 15 über eine Ausbildung im Gastrobereich. Das Erholungsheim Am Karpfenteich wurde in ein Internat für Lehrlinge im Berufsbild Wirtschaftspfleger umgewandelt. Jährlich wurden etwa 100 Servicekräfte ausgebildet. Zwischen 1964 und 1987 absolvierten 369 Köche, 174 Empfangssekretärinnen, 517 Restaurant- und Hotelfachleute und ca. 100 Lehrlinge aus anderen Berufsgruppen die Einrichtung. Die Qualität der Dienstleistungen verbesserte sich spürbar. Der Feriendienst war damit der größte Arbeitgeber der Stadt. Im März 1980 verfügte der Feriendienst über 997 Betten und beherbergte jährlich zwischen 80.000 und 87.000 Urlauber. Der FDGB betreute die bis dahin ausgelasteten Heime noch bis 1990, allerdings zeigten sich schon kurz nach der Wende Auflösungserscheinungen in den Strukturen der Verwaltung. Der Leiter der Einrichtungen wurde abgesetzt; die Mitarbeiter wählten aus ihren Reihen drei Personen, die bis zum Saisonende mit der Leitung beauftragt wurden. Danach beauftragte die Treuhand eine Firma Lochner GmbH mit der Abwicklung des Dienstes. Es wurden 20 Hausmeister eingesetzt, die sich um die Sicherung der Bausubstanz und die Diebstahlsicherung der Objekte kümmerten. Bis 1991 wurden alle noch vorhandenen Inventarteile, Nahrungs- und Genussmittel und die Grundmittel an die Stadtverwaltung übergeben. Etliche Alteigentümer forderten ihre ehemaligen Hotels und Pensionen zurück. Der Feriendienst wurde am 31. Dezember 1991 endgültig aufgelöst; die Personalakten wurden bei der BfA in Berlin eingelagert, alle sonstigen Unterlagen wurden im Landeshauptarchiv in Schwerin verwahrt. In der DDR-Zeit wurde im Ort das Pionier-Ferienlager „Max Reichpietsch“ betrieben.

#### Militärstandort

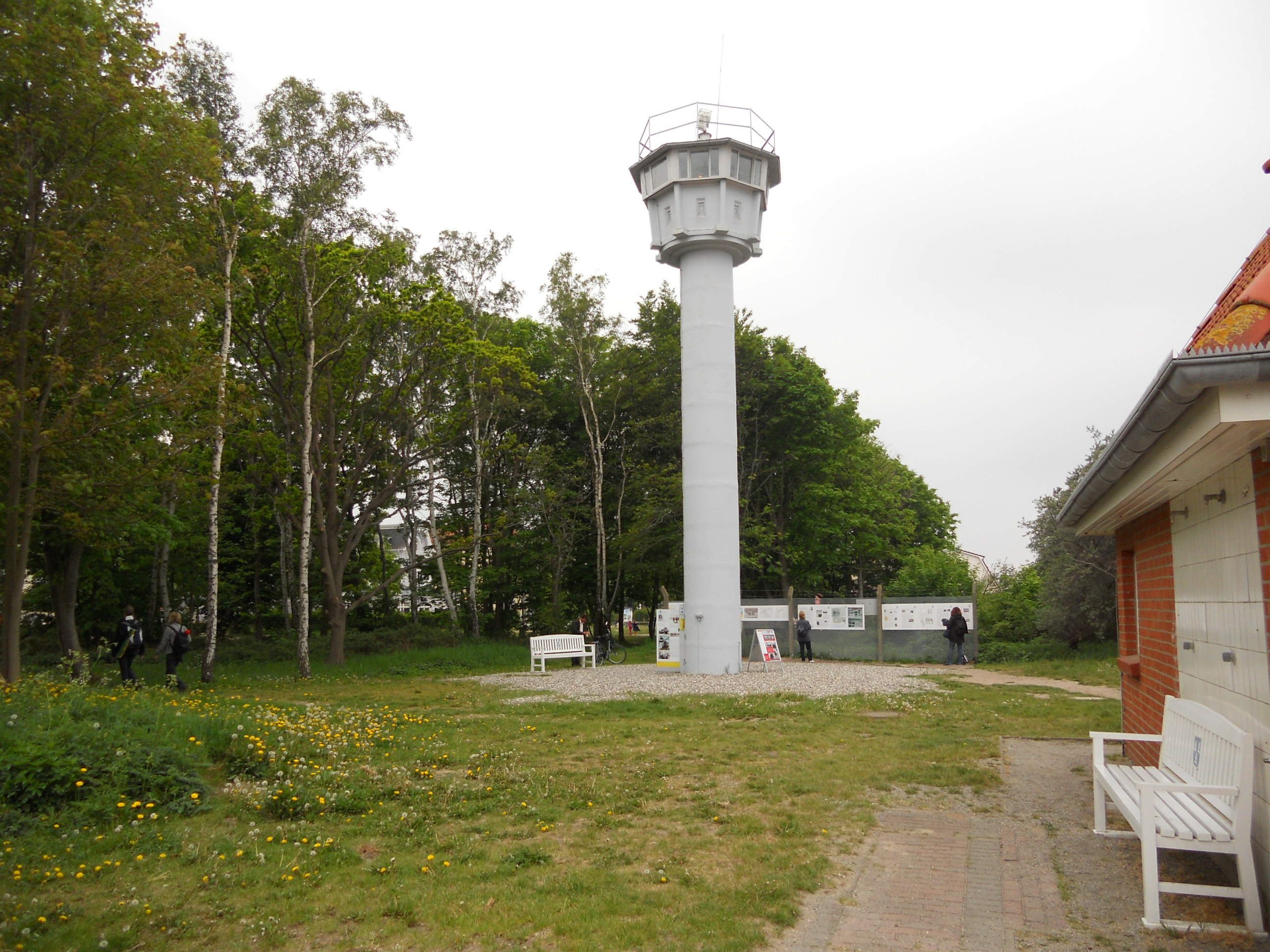
Grenzwachturm

Seit dem 5. Januar 1952 wurde das ehemalige, von der deutschen Wehrmacht betriebene Gebiet auf dem Rieden, wieder für militärische Zwecke genutzt. Insgesamt waren im Laufe der Jahre bis 1990 bis zu 18 unterschiedliche Einheiten in der Dienststelle Kühlungsborn nacheinander oder auch teilweise gleichzeitig stationiert, wobei dann eine zur Standorteinheit ernannt wurde. Von 1958 bis 1990 war die aus etwa 100 Mann bestehende Kampfschwimmer-Einheit KSK 18 der NVA-Volksmarine in Kühlungsborn stationiert. Seit 1965 war außerdem das Ausbildungsbataillon der Grenztruppen der DDR in der 6. Grenzbrigade Küste im Ort stationiert. Die Einheit bestand aus fünf Kompanien mit einer Mannschaftsstärke von etwa 400 Personen.
Am 14. November 1989 gab das Ministerium für Nationale Verteidigung der DDR die Aufhebung der Sperrzone im Grenzgebiet an der Staatsgrenze zur Bundesrepublik bekannt. In diesem Zuge wurden auch die Seegewässer der DDR in der gesamten Breite bis zu zwölf Seemeilen für den Sportbootverkehr zugelassen. In den letzten Monaten des Bestehens der DDR bauten die Grenztruppen etliche Grenzsicherungsanlagen wie Wachtürme oder Sperranlagen ab. Erhalten ist noch der Ostsee-Grenzturm Kühlungsborn. Er ist einer von zwei noch bestehenden Grenztürmen an der Ostseeküste, von ehemals insgesamt 27.

### Wende-Zeit
Die erste Demonstration der Friedlichen Revolution fand am 2. November 1989 in Kühlungsborn statt. Ausgangspunkt war ein Friedensgebet in der evangelisch-lutherischen Kirche, an dem 800 Menschen teilnahmen. Da nicht alle Platz im Gotteshaus fanden, übertrug man die Reden nach draußen, wo Menschen trotz des nasskalten Wetters ausharrten. Das Neue Forum setzte in der Kirche eine Resolution auf, in der gefordert wurde, man müsse den Führungsanspruch der SED so schnell wie möglich durch freie Wahlen überprüfen. Zudem sang man erneut das Ingo Barz - Lied „Die Gedanken sind frei“. Im Anschluss an die Veranstaltung formierte sich spontan ein Demonstrationszug und zog vor das Rathaus. Einige der nur noch 300 Teilnehmer griffen in scharfer Weise den Bürgermeister an. Er trat einige Tage darauf zurück.

### Entwicklung ab 1990

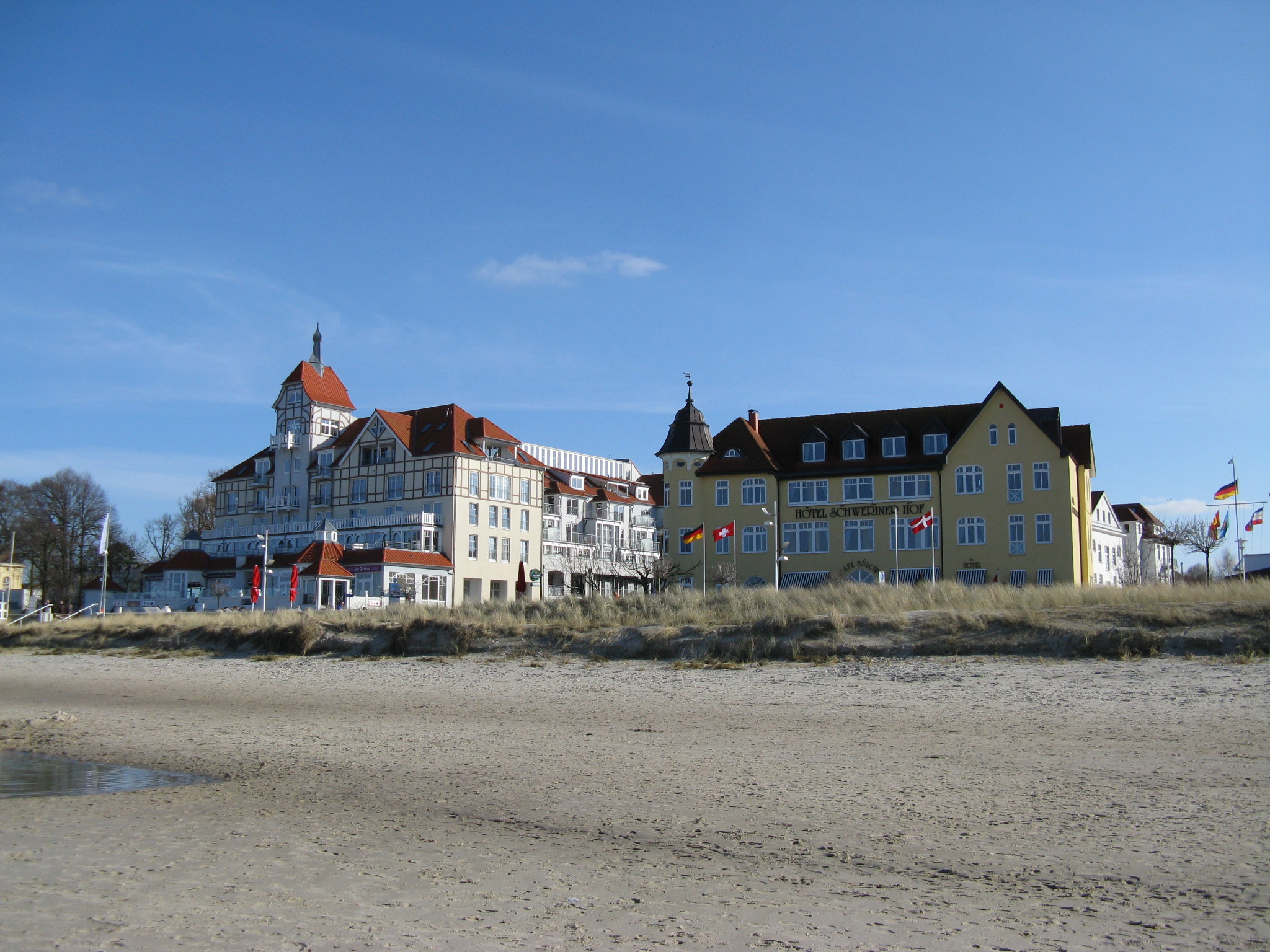
Strandhotels in Kühlungsborn-West, dem früheren Arendsee – links ein dem ehem. Kurhaus nachempfundener Neubau

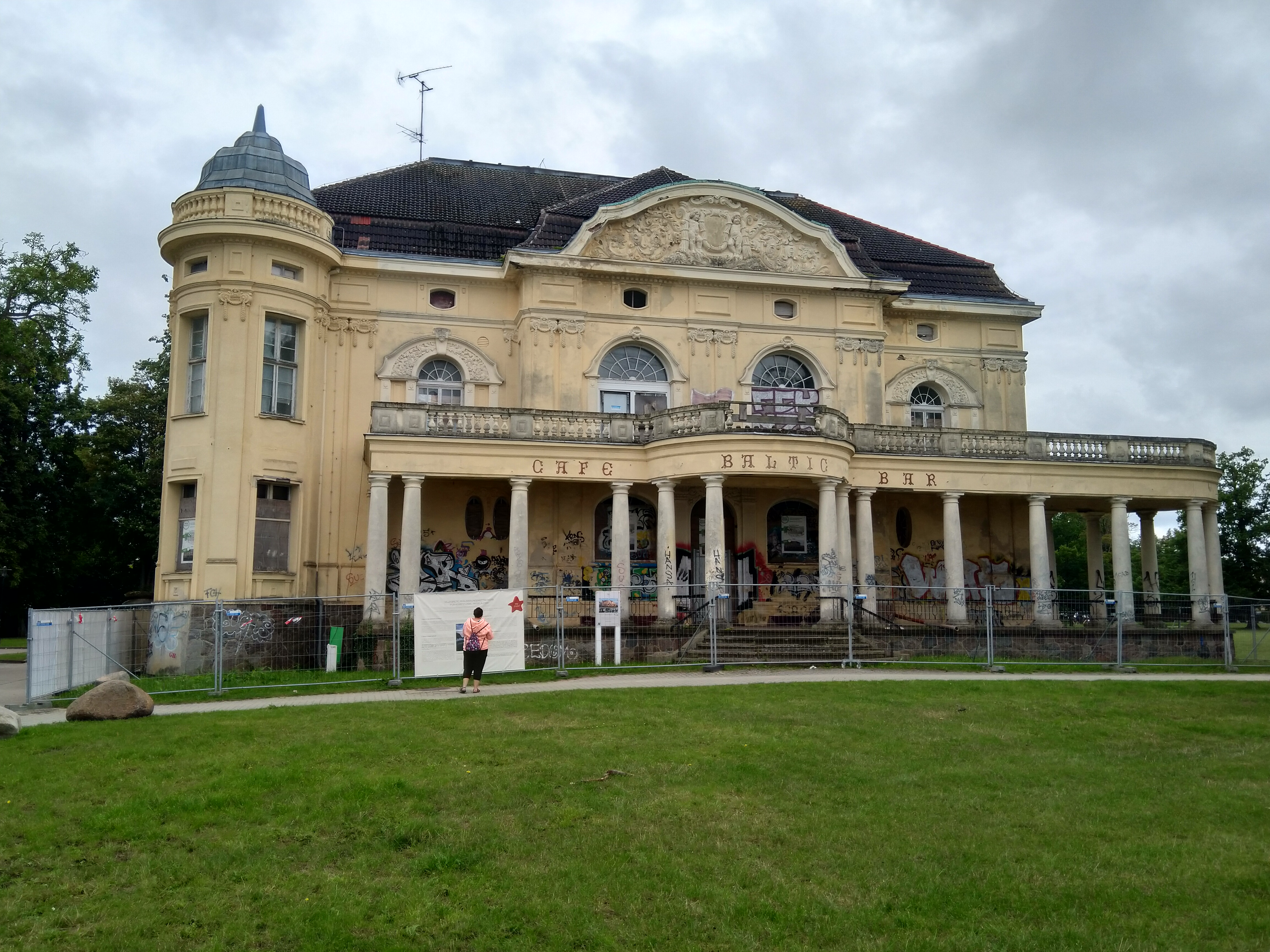
Villa »Baltic«, erbaut im Stil des Neobarock von 1910 bis 1912 in Kühlungsborn (-West) vor der Sanierung

Seit der Wiedervereinigung Deutschlands wurde der historische Ortskern im Rahmen der Städtebauförderung grundlegend saniert; viele historische Bauten wurden wiederhergestellt. Jedoch ging dies mit dem Abriss von 26 teilweise bedeutender Bauten der historischen Bäderarchitektur einher, wie etwa dem des 1906 vollendeten  Kurhauses im früheren Arendsee, dem heutigen Kühlungsborn (-West), das nach einigem Widerstand 1994 zum Abbruch freigegeben wurde. Es stehen zahlreiche Neubauten von Hotels und Ferienwohnungen und vorbildlich sanierte Hotels und Pensionen der alten Bäderarchitektur für den Individualtourismus zur Verfügung. Am 15. Februar 1996 verlieh das Land Mecklenburg-Vorpommern Kühlungsborn das Prädikat „Seebad“. Auch weiterhin blieb die Stadt ohne hohe Gebäude; kein Haus durfte höher als die höchsten Bäume gebaut werden. Auch beim Bau des Kirchturms der katholischen Kirche musste man sich an diese Bauvorgaben halten. Die Seebrücke entstand 1991 wieder in Kühlungsborn-Ost, und die 3200 Meter lange Strandpromenade wurde bis 2007 vollständig befestigt. Kühlungsborn wurde seit Mitte der 1990er Jahre wieder zu einem sehr beliebten ganzjährigen Ziel für die Urlaubszeit. Von 2002 bis 2004 entstand der neue Sportboothafen mit 400 Liegeplätzen in Kühlungsborn-Ost. Der neue Bootshafen, in den der Fulgenbach mündet, verzeichnete 2007 bereits über 13.000 Boots-Ankünfte mit einer Verweildauer von über zwei Nächten.
Für den G8-Gipfel in Heiligendamm 2007 wurde in Kühlungsborn-Ost das Pressezentrum errichtet. Etwa 5390 Journalisten, die 1045 Medien aus 78 Ländern vertraten, waren akkreditiert und wohnten größtenteils auch in Kühlungsborn. Der Molli diente während des Gipfels für die Journalisten als Shuttle zwischen dem Pressezentrum und Heiligendamm.
Von 1952 bis 2011 gehörte Kühlungsborn zum Kreis Bad Doberan (bis 1990 im DDR-Bezirk Rostock, danach im Land Mecklenburg-Vorpommern). Seit der Kreisgebietsreform 2011 liegt die Stadt im Landkreis Rostock.

## Bevölkerung
| Jahr | Einwohner |
| ---- | --------- |
| 1990 | 7864      |
| 1995 | 7338      |
| 2000 | 7388      |
| 2005 | 7374      |
| 2010 | 7158      |
| 2015 | 7824      |

| Jahr | Einwohner |
| ---- | --------- |
| 2020 | 7930      |
| 2021 | 7964      |
| 2022 | 8037      |
| 2023 | 8084      |

Stand: 31. Dezember des jeweiligen Jahres

## Politik

### Stadtvertretung
Die Stadtvertretung von Kühlungsborn besteht entsprechend der Einwohnerzahl der Stadt aus 21 Mitgliedern. Die Kommunalwahl am 9. Juni 2024 führte bei einer Wahlbeteiligung von 68,2 % zu folgendem Ergebnis:
| Partei / Wählergruppe                         | Stimmenanteil 2019 | Sitze 2019 |  | Stimmenanteil 2024 | Sitze 2024 |
| --------------------------------------------- | ------------------ | ---------- |  | ------------------ | ---------- |
| Kühlungsborner Liste (KL)                     | 08,5 %             | 2          |  | 22,1 %             | 5          |
| CDU                                           | 18,0 %             | 4          |  | 21,6 %             | 5          |
| Initiative Zukunft (IZ)                       | 10,7 %             | 2          |  | 09,9 %             | 2          |
| AfD                                           | 07,2 %             | 1          |  | 09,4 %             | 2          |
| Handwerker- und Gewerbeverein (HGV-Tourismus) | 07,7 %             | 2          |  | 07,9 %             | 2          |
| Unabhängige Wählergemeinschaft (UWG)          | 12,7 %             | 3          |  | 07,7 %             | 2          |
| SPD                                           | 08,7 %             | 2          |  | 06,1 %             | 1          |
| Kühlungsborner Stimme (KS)                    | –                  | –          |  | 04,9 %             | 1          |
| Einzelbewerber Uwe Ziesig                     | 09,5 %             | 1          |  | 04,2 %             | 1          |
| Die Linke                                     | 07,9 %             | 2          |  | 02,5 %             | –          |
| Bündnis 90/Die Grünen                         | 06,7 %             | 1          |  | 01,9 %             | –          |
| Einzelbewerber Ingo Kalms                     | –                  | –          |  | 00,9 %             | –          |
| Einzelbewerberin Birgit Kaesler               | –                  | –          |  | 00,7 %             | –          |
| Einzelbewerber Hubertus von Storch            | –                  | –          |  | 00,3 %             | –          |
| FDP                                           | 02,3 %             | –          |  | –                  | –          |
| Insgesamt                                     | 100 %              | 20         |  | 100 %              | 21         |

Der Stimmenanteil des Einzelbewerbers Uwe Ziesig entsprach 2019 zwei Sitzen. Daher blieb ein Sitz in der Stadtvertretung unbesetzt.

### Bürgermeister
- 1934–1936: Harry Harm (Oberortsvorsteher von Brunshaupten)
- 1934–1935: Leo Gandy (Oberortsvorsteher von Arendsee)
- 1936–1938: Richard Rychlik (Oberortsvorsteher von Brunshaupten, ab 1937 für Brunshaupten-Arendsee)
- 1938–1939: Richard Rychlik (1908–1985) – NSDAP, Bürgermeister von Kühlungsborn ab April 1938
- 1939–1945: Wilhelm Gloede (1880–1947) – NSDAP, kommissarisch
- 1945–1946: Franz Herm (1892–1954) – KPD
- 1946–1950: Ernst Rossmann[29] (1884–1956)
- 1954–1965: Kurt Tetzner (1923–2018) - SED
- 1966–1979: Walter Nörgaard (1913–1994) – SED
- 1979–1989: Peter Moeck (* 1937) – SED
- 1989–1990: Klaus Koch – NDPD
- 1990–1994: Knut Wiek  – SPD
- 1994–2001: Diethelm Hinz – CDU
- 2002–2017: Rainer Karl – CDU, später parteilos
- 2018–2024: Rüdiger Kozian – parteilos
- seit 2025: Olivia Arndt - Kühlungsborner Liste

Kozian wurde bei der Bürgermeisterstichwahl am 8. Oktober 2017 mit 58,4 % der gültigen Stimmen gewählt. Er kandidierte bei der Bürgermeisterwahl am 9. Juni 2024 nicht mehr. Mit 62,5 % der gültigen Stimmen wurde Arndt zu seiner Nachfolgerin gewählt. Ihre Amtszeit beträgt sieben Jahre.

### Wappen
Das Wappen wurde am 2. September 1940 durch den Reichsstatthalter Mecklenburg verliehen und unter der Nr. 20 der Wappenrolle von Mecklenburg-Vorpommern registriert. Es wurde von Hans Schweitzer aus Berlin gestaltet.
| Wappen von Kühlungsborn | Blasonierung: „In Blau drei (2:1) fliegende silberne Möwen mit aufgerichtetem, schwarz-silbern auslaufendem Halbflug.“ |
| Wappen von Kühlungsborn | |

### Flagge
Die Flagge zeigt drei nach links fliegende silberne Möwen mit aufgerichteten, schwarz auslaufenden Schwingen auf blauem Grund.

### Städtepartnerschaften
Kühlungsborn unterhält Partnerschaften mit dem Nordsee-Heilbad Büsum, dem Ostseebad Grömitz und dem russischen Ostseebad Selenogradsk (ehem. Cranz in Ostpreußen).

## Sehenswürdigkeiten

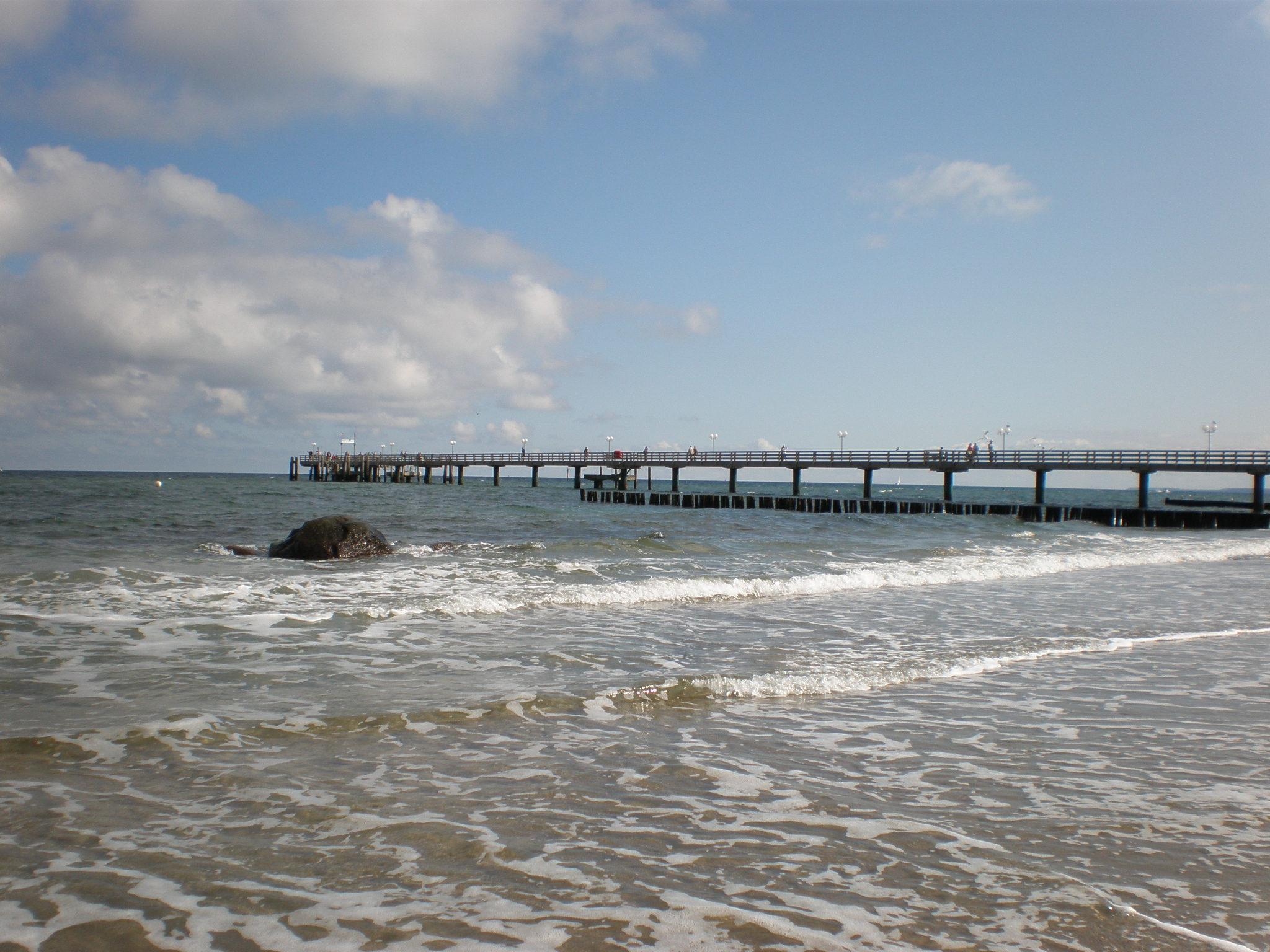
Seebrücke

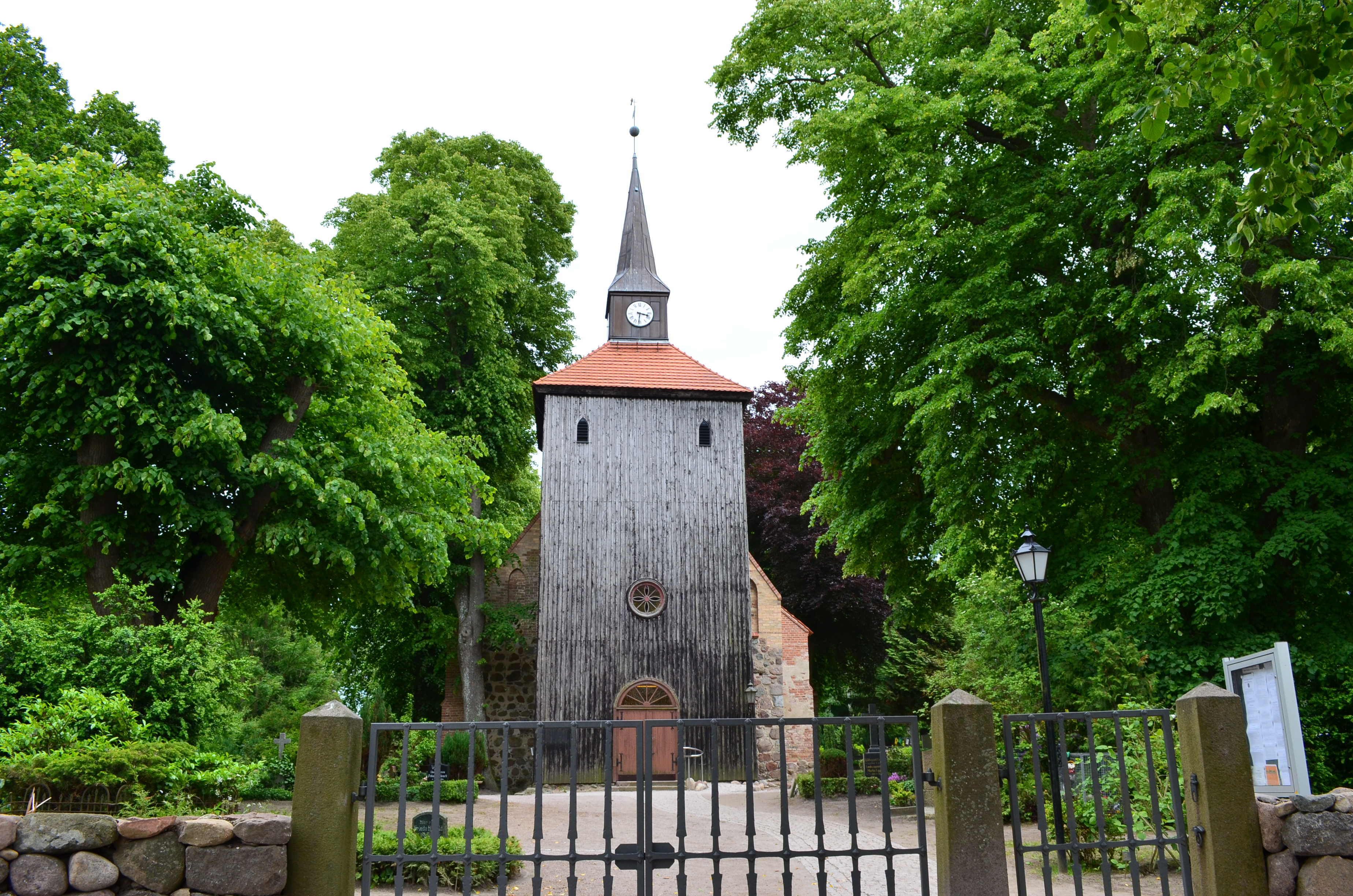
Johanniskirche

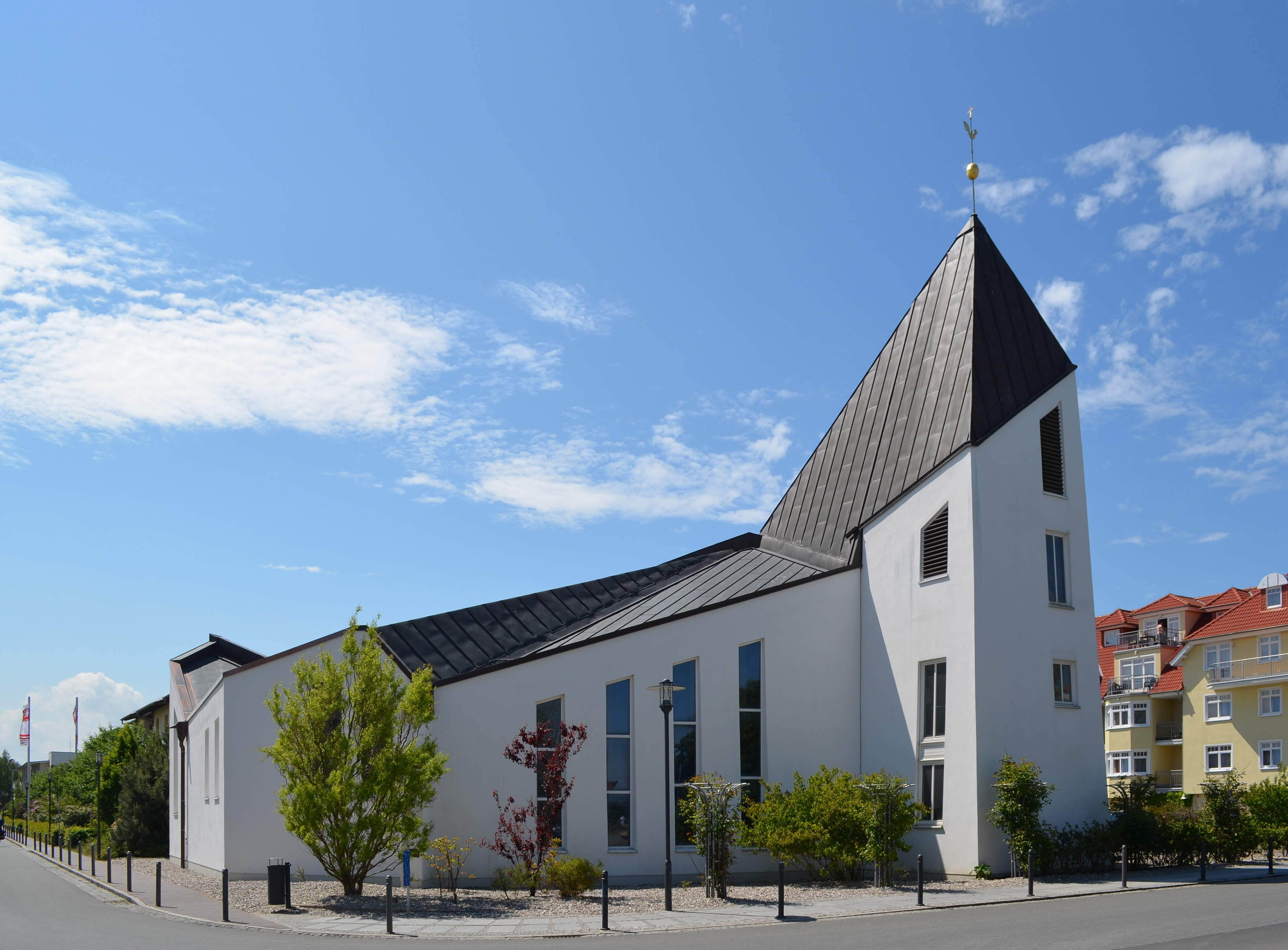
Dreifaltigkeitskirche

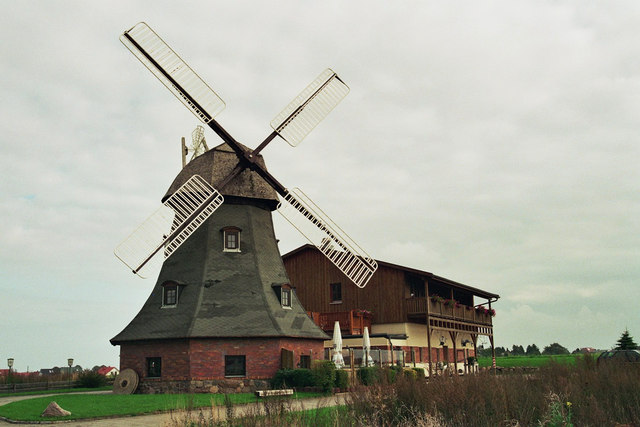
Brunshövener Mühle

- Dampf-Schmalspurbahn „Molli“, der Streckenabschnitt Bad Doberan–Heiligendamm (damals Fürstenbad) wurde 1886 eingeweiht, die Verlängerung bis Brunshaupten und Arendsee erfolgte 1910, Rekonstruktion der Innenausbauten der Waggons zu DDR-Zeiten mit damals modernen Wandmaterialien.
- Evangelisch-lutherische frühgotische Johanniskirche in Kühlungsborn-Ost, denkmalgeschützter Bau aus dem 13. Jahrhundert mit spätgotischer Triumphkreuzgruppe aus dem 15. Jahrhundert. Das Kirchenschiff besteht aus Feldsteinen, die Gewölbe, Einfassungen, Fenster und Portale aus Backsteinen. Die Kanzel ist von 1698. Der die Kirche umgebende Friedhof ist von einer Feldsteinmauer begrenzt.[33]
- Römisch-katholische Kirche Heilige Dreifaltigkeit, im Jahr 2000 geweiht[34]
- Seebrücke in Kühlungsborn Ost, Neubau im Jahre 1991, 240 m lang, seit 1999 wieder mit Schiffsverkehr. Die beiden ursprünglichen Holzkonstruktionen der Seebrücken in Kühlungsborn Ost und West wurden durch die Eismassen in den Wintern 1929 und 1941/42 zerdrückt und nur teilweise wieder aufgebaut. Zu DDR-Zeiten wurden die Brücken verkürzt. Ein regelmäßiger Schiffsverkehr fand nach dem Zweiten Weltkrieg nur in den Anfangsjahren der DDR statt und wurde aufgrund der hierdurch gegebenen Fluchtmöglichkeiten in die Bundesrepublik Deutschland mit dem Mauerbau im Jahre 1961 eingestellt.
- Ostsee-Grenzturm in der Nähe der Seebrücke, einer der letzten erhaltenen DDR-Grenztürme, der die Geschichte der deutschen Teilung authentisch erleben lässt. Besteigung möglich.
- Strandpromenade, 2007 vollendet, von Kühlungsborn-West bis zur Hafenpromenade im neuen Bootshafen Kühlungsborn ca. 3.200 Meter lang. Beim Übergang von der Strandpromenade zur Hafenpromenade befindet sich der 2007 gebaute Behinderten-Strandzugang, der inzwischen überregional als Vorbild gilt. Der Sandstrand ist hier über 100 Meter breit. Die Strandpromenade und die Hafenpromenade sind Teil des Europäischen Fernwanderweges E9.
- Hafenpromenade zwischen dem Stockanker der Strandresidenz und den Hochwasser-Schutztoren am Deichschart zum Vorplatz des Bootshafen Kühlungsborn, 360 Meter lang. Der Stockanker gilt als einer der größten seiner Art. Er wiegt 3.200 kg; ist 2,45 Meter von Schaufelspitze zu Schaufelspitze (= Flunken) breit und der Schaft (= Stiel) ist (ohne Schäkel) 3,93 Meter lang. Der Stock misst 3,57 Meter.
- Hotel Schloss am Meer (denkmalgeschützt)
- Windmühle im ehemaligen Ortsteil Brunshaupten, denkmalgeschütztes Gebäude. Die Erdholländer-Mühle wurde 1791 im Mecklenburgischen Staatskalender erwähnt.[35]
- Denkmal für die Opfer des Faschismus von 1972 in der Strandstraße in Kühlungsborn-Ost von der Künstlerin Renata Ahrens
- Kühlung, waldreicher Höhenzug mit guten Aussichtsmöglichkeiten südlich von Kühlungsborn, entstanden während des Eiszeitalters als Stauchmoräne
- Findling Kühlungsborn-West in Arendsee (Kühlungsborn-West)
- Friedensstein im Stadtwald Kühlungsborn

## Wirtschaft und Infrastruktur

### Wirtschaft
Der Schwerpunkt der wirtschaftlichen Entwicklung Kühlungsborns liegt im Fremdenverkehr. Im Jahr 2013 buchten 410.000 Gäste 2.440.000 Übernachtungen. Der Ort verfügt über 16.500 Gästebetten.
Die Wirtschaftsstruktur der Stadt wird im wesentlich bestimmt von Hotel- und Tourismuseinrichtungen, Dienstleistungsunternehmen im Bereich des Fremdenverkehrs und dazu gehörende Versorgungseinrichtungen. Die sowohl im Dienstleistungsbereich für den Tourismus und die Versorgung der Bevölkerung angesiedelten Unternehmen sind überwiegend kleine Gewerbe- und Handwerksbetriebe.

### Wissenschaft
Kühlungsborn ist Sitz des inzwischen zur Leibniz-Gemeinschaft gehörenden Instituts für Atmosphärenphysik von 1992 an der Universität Rostock. Das in der Nähe liegende Ostsee-Wind-Radar (Oswin-VHF-Radar) von 1999 wird als Forschungsradar betrieben. Gegründet wurde die Forschungsstätte 1951 als Luftwarte der Universität Rostock. Ab 1957 zum Institut für Ionosphärenforschung Kühlungsborn erhoben, war es dem Meteorologischen Dienst der DDR angeschlossen. Erst 1984 wechselte es als Forschungsinstitut zur Akademie der Wissenschaften der DDR.

### Verkehr

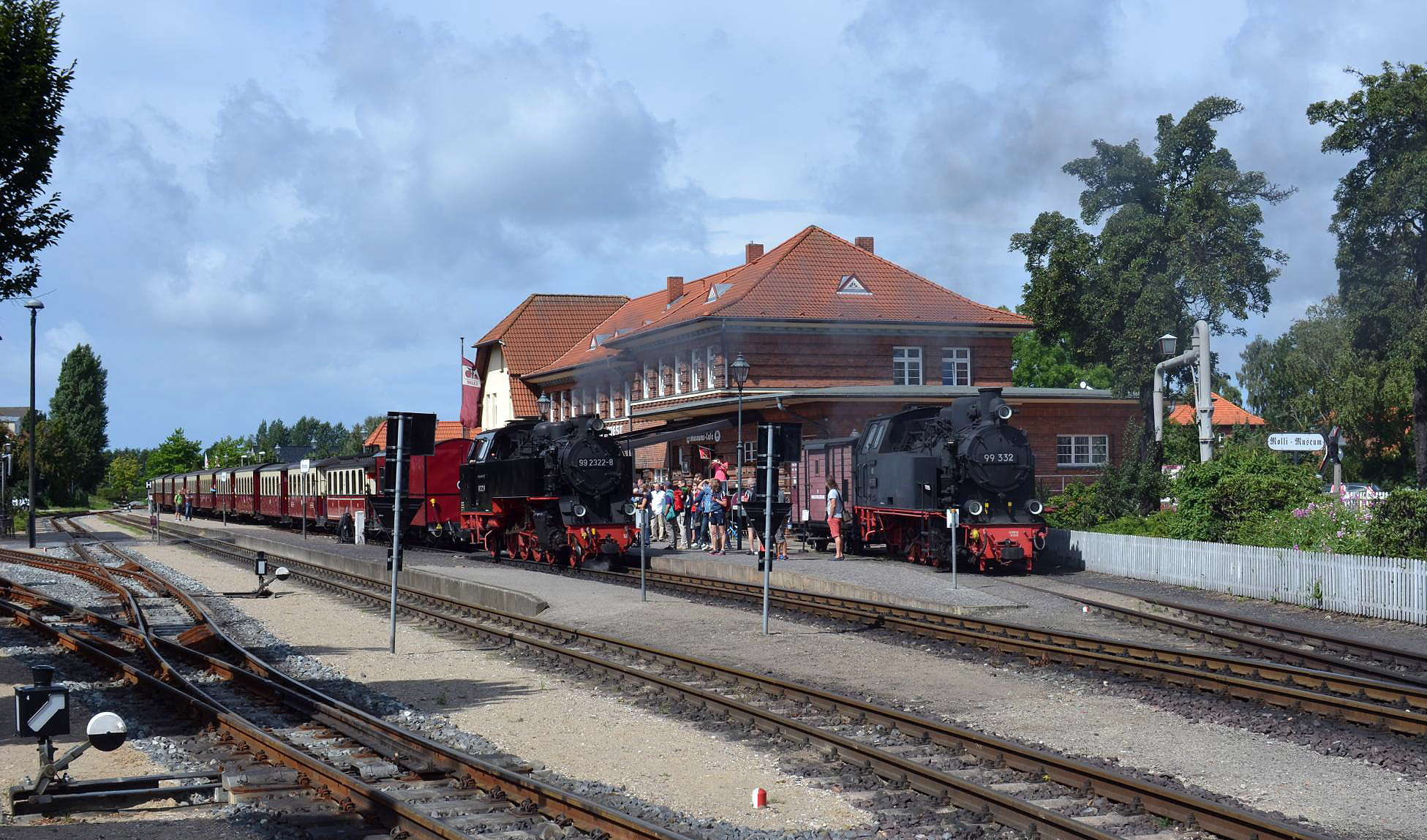
Kühlungsborn West, Endstation der Bäderbahn Molli aus Bad Doberan

Kühlungsborn ist über die Landesstraße L 11 von der Bundesstraße 105 aus Richtung Kröpelin erreichbar. Die L 12 führt von Neubukow über Kühlungsborn nach Bad Doberan. Die nächstgelegenen Autobahnanschlussstellen sind Kröpelin (12) und Bad Doberan (13) an der Autobahn A 20 (Lübeck–Rostock).
Die Bäderbahn Molli führt von den Bahnhöfen Ostseebad Kühlungsborn West, Mitte und Ost über Heiligendamm nach Bad Doberan. Der Anschluss an die Doberaner Schmalspurbahn erfolgte 1910.
Im Rahmen des Verkehrsverbunds Warnow (VVW) gibt es folgende Regionalbuslinien:
- Buslinie 103 von Kühlungsborn und Reddelich nach Bad Doberan
- Buslinie 104 westlich von Rerik über Kühlungsborn nach Kröpelin
- Buslinie 121 von Kühlungsborn östlich über Heiligendamm nach Rostock

Für Fahrradfahrer ist Kühlungsborn an den Ostseeküsten-Radweg angeschlossen, der innerhalb des Netzes der EuroVelo-Routen um die Ostsee führt.

### Rettungsstation der DGzRS

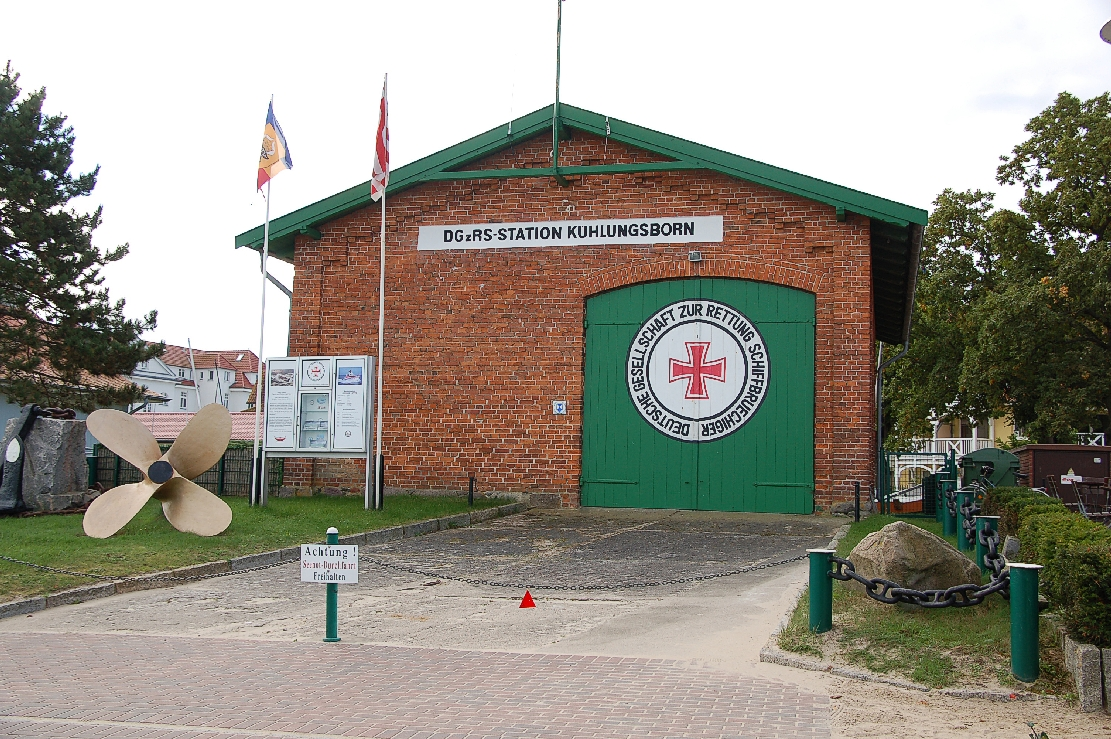
Rettungsschuppen der ehemaligen Station Arendsee

Im Jahr 1993 hatte die Deutsche Gesellschaft zur Rettung Schiffbrüchiger die ehemalige Station Arendsee wieder in Betrieb genommen und den alten Rettungsschuppen neu bezogen. Im Yachthafen liegt an der Ostmole für die freiwilligen Helfer ein Seenotrettungsboot.

### Öffentliche Einrichtungen
- Rathaus, Ostseeallee 20
- Stadtbibliothek, Pavillon Strandpromenade 7
- Mollimuseum, Fritz–Reuter–Straße 16
- Kunsthalle, Ostseeallee 48
- Heimatstube, Ostseeallee 18
- Tourist-Information, Ostseeallee 19

### Schulen

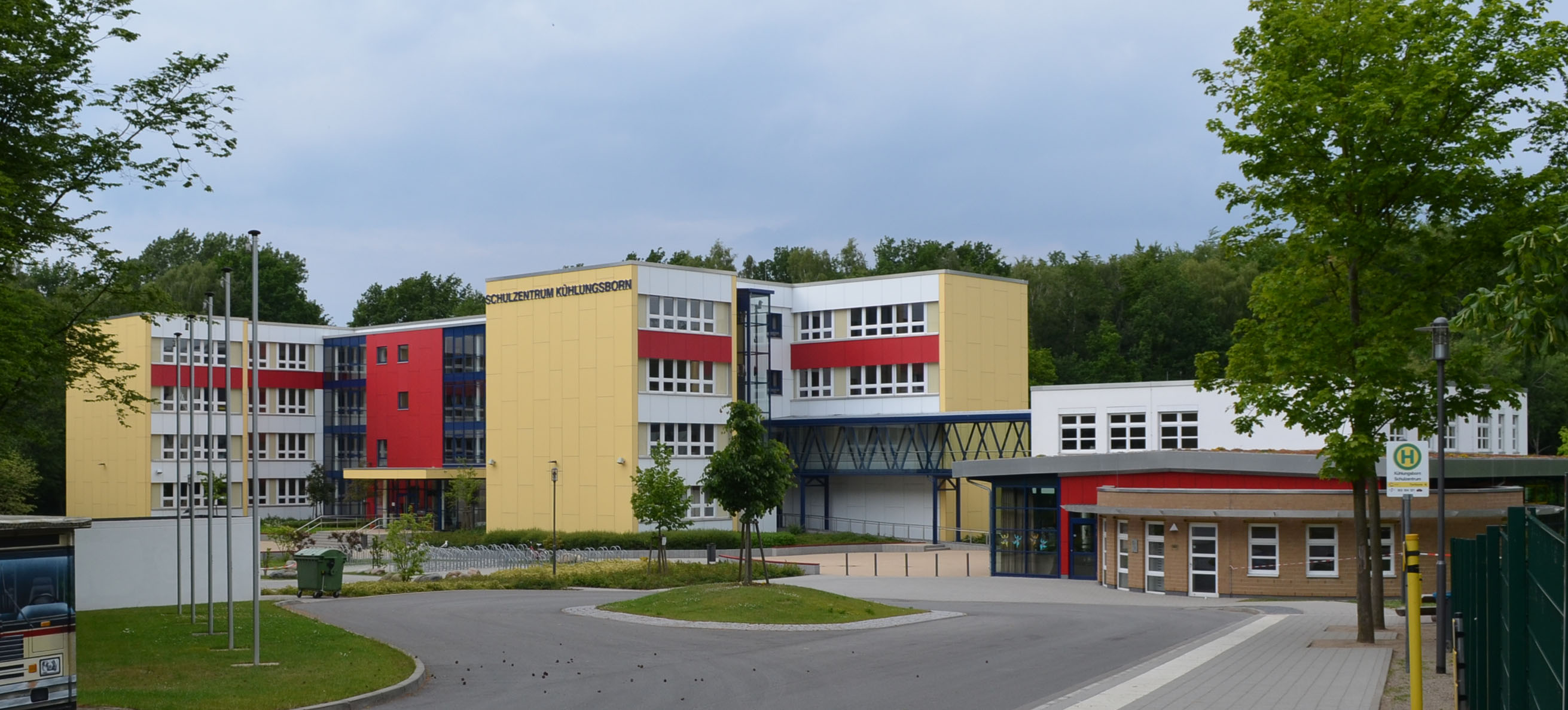
Schulzentrum Kühlungsborn

- Fritz-Reuter-Grundschule, Hermannstraße 9
- Schulzentrum Kühlungsborn, Verbundene Regionale Schule und Gymnasium, Neue Reihe 73a

### Sozialeinrichtungen
- AWO Kinderheim „Min to Hus“
- AWO Sozialstation Hauskrankenpflege
- AWO „Kita Bummi“
- Iduna Seniorenwohn- und Pflegeheim
- Jugendzentrum, Zur Asbeck 10
- Ostseeklinik Kühlungsborn
- Mutter-Kind-Klinik „Godetiet“
- Mutter-Kind-Kurhaus „Strandpark“
- Mutter-Kind-Kurklinik „Stella Maris“

### Vereine
- Fremdenverkehrsverein Ostseebad Kühlungsborn
- Heimatverein Heimatfreunde Kühlungsborn
- Heimatverein Plattsnacker
- Kunstverein Kühlungsborn
- Verein zur Traditionspflege des Molli
- Fischerverein Kühlungsborn
- Yachthafenverein Kühlungsborn

### Sport
Der Fußballverein FSV Kühlungsborn spielt in der Saison 2023/24 in der sechstklassigen Verbandsliga Mecklenburg-Vorpommern.

## Persönlichkeiten

### Söhne und Töchter der Stadt
- Karl Heinz Probsthain (1908–1943), deutscher evangelischer Vikar, Mitglied der Bekennenden Kirche (BK) und Opfer des Nationalsozialismus
- Hans-Dieter Raspe (* 1937), Politiker (LDPD)
- Egon Henninger (1940–2025), Schwimmsportler
- Eckhard Creutz (* 1943), Stadtdirektor
- Christine Heinze (* 1949), Schauspielerin
- Wolfgang Millgramm (* 1954), Opernsänger
- Cornelia Rickert (* 1954), Volleyballspielerin
- Gunnar Helm (* 1956), Synchronsprecher und Schauspieler
- Jörg Kubiessa (* 1964/65), Landespolizeipräsident von Sachsen
- Gunnar Decker (* 1965), Buchautor
- Kathrin Spoerr (* 1965), Journalistin
- Jean Maesér (* 1966), Schauspieler
- Anja Pyritz (* 1970), Ruderin
- Dana Pyritz (* 1970), Ruderin
- Katy Hoffmeister (* 1973), Politikerin (CDU), Justizministerin von Mecklenburg-Vorpommern
- Karsten Ganschow (* 1978), Handballspieler
- Dirk Reichl (1981–2005), Radsportler
- Marco Vorbeck (* 1981), Fußballspieler
- Daniel Stähr (* 1990), Ökonom und Essayist
- Susann Utes (* 1991), Fußballspielerin

### Mit Kühlungsborn verbundene Persönlichkeiten
- Babette von Bülow (1850–1927), Schriftstellerin, in Arendsee gestorben
- Friedrich Bronsart von Schellendorf (1864–1950), preußischer General, lebte seit 1919 in Brunshaupten
- Heinrich Schreiber (1864–1936), Gemeindepfarrer von Brunshaupten[40]
- Arnold Lyongrün (1871–1935), Maler, häufige Aufenthalte in Kühlungsborn, bei denen zahlreiche Ölgemälde der Ostsee entstanden sind
- Ernst August Lauter (1920–1984), Physiker, Leiter des Observatoriums für Ionosphärenforschung Kühlungsborn (OIF) - später OAF
- Rudolf Bartelmann (1921–2003), Inhaber des Kaufhauses Bartelmann, Ortschronist
- Fritz Uhlig (1925–2019), ab 1964 Leiter des Feriendienstes der Gewerkschaften
- Günther Scharfenberg (1930–2019), Diplomat der DDR, lebte in Kühlungsborn
- Klaus Praefcke (1933–2013), Chemiker, in Kühlungsborn aufgewachsen
- Siegfried Akkermann (* 1935), Arzt, Publizist, seit 1944 in Kühlungsborn aufgewachsen
- Jürgen Jahncke (1938–2022), Regionalhistoriker, Pädagoge, Publizist
- Dietrich Becker (* 1940), Maler, lebte in Kühlungsborn
- Gisela Stamer-Roßberg (1941–2018), Bildhauerin und Malerin
- Romy Hiller (* 1981), Journalistin, wuchs in Kühlungsborn auf

## Lokale antisemitische  Ressentiments während und vor der NS-Zeit
Im 19. und frühen 20. Jahrhundert wurden in den Ostseebädern der Region  judenfeindliche Vorfälle publik (siehe auch  Bäder-Antisemitismus). Nach der Machtübernahme durch die Nationalsozialisten wurden in einer Beilage der jüdischen CV-Zeitung vom 8. Mai 1931 Gasthäuser aufgeführt, deren Besuch für jüdische Mitbürger nicht zu empfehlen sei. Der Inhabers eines Beherbergungsbetriebes soll geäußert haben:  „Ich mache Sie darauf aufmerksam, dass ich Mitglied der Deutschvölkischen Freiheitspartei bin, und da Sie Jüdin sind, werden wir nicht miteinander fertig werden.“
Die 1912 erbaute Villa des jüdischen Justizrats Wilhelm Hausmann (1856–1921) – heute als Villa Baltic bezeichnet – brachte seine Witwe in die neu gegründete Akademische Gesellschaft Hausmann-Stiftung Arendsee ein, die durch die Hochschule für die Wissenschaft des Judentums in Berlin als Erholungs- und Tagungsort für jüdische Akademiker streng nach Ritual geführt wurde. Einige Monate nach der Eröffnung wurde die Villa Hausmann das Ziel von Hetzkampagnen, sie wurde zum Beispiel als Judenschloss am Meer oder jüdischer Marmorpalast bezeichnet. Die Zentrale des Bundes Deutscher Verkehrsverbände und Bäder e. V. forderte im Februar 1934 alle Landesverbände und Bäder dazu auf, nichtarische Badeärzte auszugrenzen. Da in den beiden Bädern Arendsee und Brunshaupten keine jüdischen Badeärzte praktizierten, hatten diese Maßnahmen keinen Einfluss. Die Stimmung gegen jüdische Badegäste wurde durch regionale nationalsozialistische Führer und durch die Propaganda der NSDAP angeheizt. Die Ausgrenzung dieser Badegäste nahm ab etwa 1934 stark zu.
Der Centralverein deutscher Staatsbürger jüdischen Glaubens stellte Ende 1935 fest, „dass den Juden der Aufenthalt an der Nord- und Ostseeküste durch Beschlüsse der örtlichen Kurverwaltungen und durch entsprechende Beschilderung faktisch verwehrt sei“. In einer Schlagzeile des Niederdeutschen Beobachters vom 7. Juli 1935 hieß es: „Arendsee wird judenrein“.